# 独孤法王
独孤法王（620年—649年），河南洛阳人，北周柱国、开府仪同三司、使持节冀定等十二州诸军事、莱国公独孤善的曾孙女，隋朝梁州刺史独孤祥的孙女，唐朝宗正少卿、鼎观饶汴定洛六州诸军事、六州刺史独孤瑛的女儿。
独孤法王十六岁的时候嫁给了唐朝户部尚书、长平敬公杨府君的儿子越州都督府户曹杨君，贞观二十三年十月七日（649年11月26日）在越州去世，时年二十九岁，永徽三年十月二十五日（652年12月1日）迁葬于雍州万年县少陵原长平敬公坟茔附近。张婷和谷朝旭认为长平敬公杨府君是杨纂，而越州都督府户曹杨君可能是杨纂之子杨守拙。独孤法王的名字“法王”出自佛教，原是对佛的尊称，也用来称呼菩萨，河南独孤氏中与宗教信仰有关的名讳还有独孤善字伏陁，独孤藏字达磨。